# Barry Church
Barry Michael Church (* 11. Februar 1988 in Pittsburgh, Pennsylvania) ist ein ehemaliger US-amerikanischer American-Football-Spieler. Er spielte neun Saisons auf der Position des Strong Safeties für die Jacksonville Jaguars und Dallas Cowboys in der National Football League (NFL).

## College
Church spielte von 2006 bis 2009 an der University of Toledo College Football für die Toledo Rockets in der Mid-American Conference (MAC). Church wurde zum ersten Rocket-Spieler und zum dritten Spieler der MAC, welcher in jedem Jahr zum Fist-Team All-MAC ernannt wurde. In seiner ersten Saison konnte er 71 Tackles setzen und vier Pässe abfangen, wobei er zwei dieser Pässe zu Touchdowns zurücktrug und damit einen Schulrekord einstellte. 2007 erzielte er 92 Tackles und fing drei Interceptions. In der folgenden Saison konnte er 93 Tackles setzen und drei Fumbles erzwingen. In seiner letzten Saison für die Rockets schaffte er es auf die offizielle Beobachtungsliste für den Bronco Nagurski Award (bester Defense-Spieler) und war Halbfinalist für den Jim Thorpe Award (bester Defensive Back). In dieser Saison konnte er 98 Tackles erzielen. 2016 wurde Church in die UT Varsity "T" Hall of Fame, die Ruhmeshalle der Toledo Rockets, aufgenommen.
Zum 100-jährigen Jubiläum der Rockets wurde 2017 ein Jubiläumsteam gewählt. Church landete dabei auf Platz sechs.

## NFL

### Dallas Cowboys
Nachdem Church im NFL Draft 2010 nicht ausgewählt wurde, verpflichteten ihn die Dallas Cowboys. Sein erstes professionelles Spiel absolvierte er am 8. August 2010, als er in der Preseason mit den Cowboys die Cincinnati Bengals mit 16:7 bezwang. In seiner Rookie-Saison verpasste er nur ein Spiel. Er entwickelte sich in der Saison 2011 zu einem wichtigen Ersatzspieler, ehe er am 13. Dezember 2011 wegen einer Schulterverletzung auf der Injured Reserve List platziert wurde. 2012 wurde er zum Starter auf der Position des Strong Safeties ernannt. Diese Position musste er jedoch nach dem dritten Spieltag zeitweise abgeben, da er sich im Spiel gegen die Tampa Bay Buccaneers eine Achillessehnenruptur zuzog. Trotzdem verlängerten die Cowboys am 28. Oktober 2012 Churchs Vertrag um vier Jahre. In der Saison 2014 führte er die Cowboys mit 110 Tackles an und konnte zusätzlich zwei Interceptions vorweisen.

### Jacksonville Jaguars
Am 10. März 2017 verpflichteten die Jacksonville Jaguars Church. Church war Starting-Strong-Safety der Jaguars und erzielte in der gesamten Saison 2017 87 Tackles und vier Interceptions. Mit den Jaguars gelangte er bis ins AFC Championship Game. In der 20:24-Niederlage verursachte Church einen Helm-Helm-Kontakt gegen Rob Gronkowski, wofür er später eine Geldstrafe von 24.309 $ erhielt.
Auch in der Saison 2018 war er die ersten elf Spiele Starter der Jaguars. Nach Problemen in der Deckung wurde ab dem 13. Spieltag zum Vorzug des Rookies Ronnie Harrison auf die Bank gesetzt. Am 14. Dezember 2018 wurde er schließlich von den Jaguars entlassen.